# Hansjürg Kaenel
Hansjürg Kaenel (ur. 16 lutego 1952) – szwajcarski szachista, mistrz międzynarodowy od 1995 roku.

## Kariera szachowa
Jeden z pierwszych sukcesów odniósł w 1972 r. w Arosie, zwyciężając w międzynarodowym turnieju juniorów do 20 lat. W kolejnych latach wielokrotnie startował w finałach indywidualnych mistrzostw Szwajcarii, trzykrotnie (1976, 1978, 1980) zdobywając złote medale. Był trzykrotnym uczestnikiem szachowych olimpiad (1982, 1986, 1996), oprócz tego raz wystąpił w reprezentacji kraju na drużynowym turnieju o Puchar Clare Benedict (1977).
Odniósł kilka sukcesów w turniejach międzynarodowych, m.in. III w Zweisimmen (1993, za Eliahu Shvidlerem i Ovidiu Foișorem), I m. w Bernie (1996, przed m.in. Adrianem Michalczyszynem, Andriejem Sokołowem, Henrikiem Teske i Władimirem Tukmakowem), dz. I m. w Zurychu (1999, wspólnie z m.in. Florinem Gheorghiu), dz. II m. w Lugano (2000, za Stefanem Djuriciem, wspólnie z m.in. Csabą Horvathem) oraz dz. I m. w Lenzerheide (2006, otwarte mistrzostwa Szwajcarii, wspólnie z m.in. Sophie Milliet).
Najwyższy ranking w karierze osiągnął 1 lipca 2000 r., z wynikiem 2452 punktów zajmował wówczas 9. miejsce wśród szwajcarskich szachistów.